# Arno Hermann Müller
Arno Hermann Müller (Érfurt, 25 de agosto de 1916-Freiberg, 11 de abril de 2004) fue un geólogo y paleontólogo alemán.

## Vida
Nació en 1916 en Érfut, su padre era guardabosques. Vio interrumpidos sus estudios de geología a causa de la guerra, y se doctoró con Hermann Schmidt en 1948 en la Universidad de Gotinga con una tesis de título Stratonomische Untersuchungen im Oberen Muschelkalk des Thüringer Beckens («investigaciones estratinómicas en el Muschelkalk superior de la cuenca de Thuringia»). Después de habilitarse en 1950 consiguió un puesto de profesor de geología general, geología aplicada y paleontología en la Universidad de Greifswald.
En el año 1952 consiguió una plaza en la Universidad de Jena, donde impartió clases de geología general, geología histórica y geofísica. En 1957 enseñó paleontología en la Universidad de Freiberg, puesto que no abandonó hasta su jubilación en 1981. Falleció en Freiberg el 11 de abril de 2004 a la edad de 88 años.
A lo largo de su vida recibió numerosos homenajes. Fue nombrado miembro de la Academia alemana de las ciencias naturales Leopoldina en 1965, y en 1967 de la Academia de las Ciencias de la RDA. En 1989 fue nombrado miembro de honor de la Paläontologische Gesellschaft, en 1992 recibió la Orden del Mérito de la República Federal de Alemania y en 2003 el título de senador honorario de la Universidad de Freiberg.
Sus estudios se centraron en la bioestratinomía.

## Trabajos
- Die Ophiuroideenreste aus dem Mucronatensenon von Rügen (1950)
- Stratonomische Untersuchungen im oberen Muschelkalk des Thüringer Beckens (1950)
- Diagenetische Untersuchungen in der obersenonen Schreibkreide von Rügen (1951)
- Großabläufe der Stammesgeschichte : Erscheinungen und Probleme (1961)
- Über Conchorhynchen (Nautil.) aus dem Oberen Muschelkalk des germanischen Triasbeckens : [Nebst weiteren Beiträgen] (1963)
- Lehrbuch der Paläozoologie. 3 Bände (1958–1994)
- Fossilization (Taphonomy) en Curt Teichert, R. A. Robison Treatise on Invertebrate Paleontology (1979)